# 摩拉维亚 (纽约州)
摩拉维亚（英語：Moravia）是美国纽约州卡尤加县的一个镇，地处卡尤加县东南部、奥本以南，位于五指湖地区。2010年美国人口普查时，该镇有3626人。最初的定居者于1789年左右到达此地。1833年，摩拉维亚镇正式建立。